# Cushman & Wakefield
Cushman & Wakefield is een vastgoedonderneming die werd opgericht op 31 oktober in 1917 in New York door de zwagers J. Clydesdal Cushman en Bernard Wakefield. De onderneming breidde zich eerst binnen de Verenigde Staten en daarna over de hele wereld uit. Cushman & Wakefield heeft 400 kantoren in 60 landen met meer dan 53.000 personeelsleden.

## Geschiedenis

### 1820 - 2000
Healey & Baker, de toekomstige tak van Cushman & Wakefield in Europa, wordt in 1820 in Londen opgericht door George Healey. In 1917 wordt Cushman & Wakefield opgericht in New York door J. Clydesdale Cushman en Bernard Wakefield. In 1920 wordt George Henry Baker partner. De onderneming staat vanaf dat moment bekend als Healey & Baker en richt zich op commercieel vastgoed. Vanaf 1960 begint C&W aan haar nationale uitbreiding en vestigt kantoren in de gehele VS om haar klanten beter van dienst te zijn. Negen jaar later koopt de mediaconglomeraat RCA Corp Cushman & Wakefield aan. In 1973 opent C&W zijn kantoor in Brussel. In 1976 verkoopt RCA Corp. zijn aandeel door aan The Rockefeller Group. In 1989 versterkt The Rockefeller Group zijn positie in commercieel vastgoed verder doordat Mitsubishi Estate Co. Ltd, een van de grootste vastgoedbedrijven ter wereld, meerderheidsaandeelhouder wordt.

### 2001 - 2008
In 2001 koopt Cushman & Wakefield, Cushman Realty Corporation (CRC) aan, en versterkt daarmee haar aanwezigheid aan de Westkust en in het Zuidwesten van de Verenigde Staten. CRC-oprichters John C. Cushman III en Louis B. Cushman keren hiermee terug naar de firma die werd opgericht door hun grootvader J. Clydesdale Cushman en hun oudoom Bernard Wakefield. John C. Cushman wordt voorzitter van de directieraad en Louis B. Cushman vicevoorzitter.
In 2005 wordt Bruce E. Mosler wordt CEO van Cushman & Wakefield. De commerciële vastgoedonderneming verkoopt in dat jaar ook het MetLife Building, gelegen te 200 Park Avenue, voor $1,72 miljard, op dat moment de grootste transactie van een enkel pand in New York ooit. Cushman & Wakefield koopt haar geaffilieerde firma in Rusland op en vestigt Cushman & Wakefield Stiles & Riabokobylko, Ook de geaffilieerde onderneming in Canada wordt aangekocht, wat tot de oprichting van Cushman & Wakefield LePage leidt.
Twee jaar later in 2007 koopt IFIL (nu bekend als Exor) die op de Italiaanse beurs staat genoteerd, een aandeel van ongeveer 70% in Cushman & Wakefield en wordt daarmee meerderheidsaandeelhouder. Management en werknemers van Cushman & Wakefield behouden de rest van de aandelen. In datzelfde jaar zijn er nog enkele zaken die bepalend zijn in de geschiedenis van C& W:
- Cushmande vastgoedinvesteringsbank Sonnenblick Goldman, een schuld- en vermogensfinancieringadviseur.[bron?]
- Semco, daarmee neemt Cushman & Wakefield de volledige controle van de Zuid-Amerikaanse divisie op zich en koopt 100% aandelen in Cushman & Wakefield Azië.
- Cushman & Wakefield vormt een samenwerkingsverband met Property and Portfolio Research (PPR), een adviesonderneming op gebied van vastgoedonderzoek, portefeuillestrategie en risicomanagement.
- Cushman & Wakefield vormt Cushman & Wakefield Hospitality Asia en vestigt Cushman & Wakefield Capital Asia (CWCA).
- Cushman & Wakefield wordt benoemd tot het exclusieve verhuuragentschap voor One World Trade Center door de Port Authority of New York and New Jersey.

### 2009 - 2011
In 2009 koopt C& W Burnham Real Estate in het westen van de VS aan. Cushman & Wakefield koopt P&D Real Estate Consultants in Turkije aan. In 2010 wordt Glenn Rufrano tot voorzitter en CEO benoemd. Een jaar later lanceert Cushman & Wakefield haar eerste investeringsfonds in partnership met het pensioenfonds SWIP, om in stedelijke retailpanden te investeren in geheel Europa. Het bedrijf heeft ongeveer $5,5 miljard aan vermogen in beheer, voornamelijk in Europa en Oost-Azië. In datzelfde jaar kopen ze Corporate Occupier Solutions (COS), Ltd. in zijn geheel aan.